# 31.º Batallón de Defensa antiaérea
El 31.° Batallón de Defensa antiaérea (31. Flak-Abteilung) fue una unidad de la Luftwaffe durante el Tercer Reich.

## Historia
Fue formado el 1 de octubre de 1936 en Wismar, con 5 baterías. El 1 de octubre de 1937 es reasignado al I Grupo/61.° Regimiento de Defensa antiaérea.

## Servicios
- 1936–1937: bajo Comandante Antiaéreo Marítimo (VI Comando del Distrito Aéreo).